# Mönchbold Bajarsaichan
Mönchbold Bajarsaichan (* 23. Dezember 1988) ist ein mongolischer Eishockeytorwart, der bei Otgon Od in der mongolischen Eishockeyliga spielt.

## Karriere
Mönchbold Bajarsaichan begann seine Karriere bei Otgon Od in der mongolischen Eishockeyliga. Nachdem er zwischenzeitlich für den Ligakonkurrenten Zaluus San und Xac Bank aktiv war, spielt er nunmehr wieder für Otgon Od.

### International
Bajarsaichan nahm für die mongolische Nationalmannschaft an den Weltmeisterschaften der Division III 2007, als er zum besten Spieler seiner Mannschaft gewählt wurde, 2008, 2012, der Qualifikation für die Weltmeisterschaft der Division III 2013, als er mit der drittbesten Fangquote nach dem Griechen Ntalimpor Ploutsis und dem Araber Khaled Al Suwaidi erneut als bester Spieler seines Teams ausgezeichnet wurde, und der Weltmeisterschaft der Division IV 2023, als er jeweils nach dem Philippiner Paolo Spafford die zweitbeste Fangquote und den zweitgeringsten Gegentorschnitt des Turniers erreichte, teil. Zudem stand er 2013, 2014, 2015, 2016, 2017 und 2018 beim IIHF Challenge Cup of Asia ebenso im Aufgebot seines Landes wie bei den Winter-Asienspielen 2017. 

## Erfolge und Auszeichnungen
- 2013 Bronzemedaille beim IIHF Challenge Cup of Asia
- 2014 Bronzemedaille beim IIHF Challenge Cup of Asia
- 2015 Bronzemedaille beim IIHF Challenge Cup of Asia
- 2016 Bronzemedaille beim IIHF Challenge Cup of Asia
- 2017 Silbermedaille beim IIHF Challenge Cup of Asia
- 2018 Goldmedaille beim IIHF Challenge Cup of Asia